# 韻脚
韻脚（いんきゃく、古代ギリシア語: πούς, ラテン語: pes, 英語: foot）は、韻文におけるリズムの基本単位。詩脚（しきゃく）あるいは音歩とも呼ばれる。
例えば「Shall I compare thee to a summer's day?」（ウィリアム・シェイクスピア『Sonnet 18』）は、5つの韻脚から成っている。（「//」は韻脚の区切りで、太字は強いアクセント）。
- Shall I // com-pare // thee to // a sum- // mer's day?

韻脚は特定の数の音節から成り、それは複数の言葉から成る場合（Shall I）も1語だけで成る場合（com-pare）もある。また、語が韻脚をまたいでもよい（sum- ・ mer's）。
多くの英語詩やドイツ語詩ではアクセントの強・弱（揚・抑）で韻律をつけるが、ギリシャ語やラテン語で書かれた古典詩は音量（quantity）つまり音節の長・短でつける。

## 音節の長短
古代ギリシア語やラテン語の古典詩では、音節を長い（古希: μακρός）音節と短い（古希: βραχύς）音節にわけ、その組み合わせによって韻律を構成する。
- 長母音または二重母音を持つ音節は長い。
- 閉音節（子音に終わる音節）は長い。
- それ以外の、短母音で終わる開音節は短い。

また、切れ目（カエスーラ）がない場合、単語の境界は無視される。すなわち単一の子音で終わる語に母音ではじまる語が後続した場合、前の語の子音が後ろの語の母音につなげて発音されるため、前の語の最終音節は開音節となる。
たとえばウェルギリウス『アエネーイス』は長短短六歩格で書かれているが、その冒頭
Arma vi- | rumque ca- | nō, Trō- | iae quī | prīmus ab | ōrīs
において、第1脚の「Ar」や第2脚の「rum」は子音で終わっているために長いのに対して、第5脚の「mus」や「ab」は母音が後続するので短い。そのためこの行は第1・2・5脚が長短短（ダクテュロス）、3・4・6脚が長長（スポンデイオス）から構成されている。
音節の長短が母音の長短とは一致しないことに注意。このように音節の長短によって韻律を構成するのは、インド古典詩の韻律など、他の言語の詩とも共通する。

## 音節の強弱
中世以降のラテン語では母音の長短の区別がなくなったこともあり、長短でなく強弱によって韻脚を構成するようになっていった。たとえば有名な「怒りの日」(Dies irae)はトロカイオス（強弱脚）を4回繰り返して詩行を作っている。
近代西洋詩の理論は古代ギリシア・ローマの模倣によっているが、やはり長短を強弱に置き換えている。たとえば、イアンボスは短長格ではなく弱強格を意味するようになったが、同じ名前を使用している。
しかしながら実際には長短をそのまま強弱に置き換えてもうまくいかないのであり、たとえばダクテュロスは古典詩の長短短脚では4拍子になるが、音節に長さの区別をせずに強弱弱格に置き換えると3拍子になってしまう:2。また、実際の強弱には2段階だけではなく中間段階があるため、同じ韻律でも大きく印象が異なることがある:158-160。
民謡詩行では強音節間の弱音節の数が1個でも2個でもよく、ある程度の自由がある:24-26。

## 韻脚の種類
以下のリストは音節の数ごとに分類された韻脚の種類で、名称は古典詩の韻律学によって付けられた名前である。
英語詩ならびにドイツ語詩で最も一般的なものは、イアンボス、トロカイオス、ダクテュロス、アナパイストスである。

### 2音節（Disyllables）
u = 短・ - = 長
| u u | ピュリキオス（短短格）   |
| u - | イアンボス（短長格）     |
| - u | トロカイオス（長短格）   |
| - - | スポンデイオス（長長格） |

- 英語詩のイアンボス（弱強格）の例 - To strive, to seek, to find, and not to yield.（アルフレッド・テニスン『ユリシーズ』）
- 英語詩のトロカイオス（強弱格）の例 - Should you ask me, whence these stor-ies?（ヘンリー・ワズワース・ロングフェロー『ハイアワサの歌』）

### 3音節（Trisyllables）
u = 短・ - = 長
| u u u | トリブラキュス（短短短格）   |
| - u u | ダクテュロス（長短短格）     |
| u - u | アンピブラキュス（短長短格） |
| u u - | アナパイストス（短短長格）   |
| u - - | バッケイオス（短長長格）     |
| - - u | 逆バッケイオス（長長短格）   |
| - u - | クレティコス（長短長格）     |
| - - - | モロッソス（長長長格）       |

- 英語詩のダクテュロス（強弱弱格）の例 - This is the for-est prim-ev-al. The mur-muring pines and the hemlocks（ロングフェロー『エヴァンジェリン』）
- 英語詩のアナパイストス（弱弱強格）の例 - The Assyrian came down like a wolf on the fold（ジョージ・ゴードン・バイロン『ゼンナケリブの破滅』）

### 4音節（Tetrasyllables）
u = 短・ - = 長
| u u u u | プロケレウスマティコス（短短短短格）   |
|         |                                        |
| - u u u | パイアン1（長短短短格）                |
| u - u u | パイアン2（短長短短格）                |
| u u - u | パイアン3（短短長短格）                |
| u u u - | パイアン4（短短短長格）                |
|         |                                        |
| - - u u | イオニアmajor（長長短短格）            |
| u u - - | イオニアminor（短短長長格）            |
| - u - u | ditrochaios（長短長短格）              |
| u - u - | diiambos（短長短長格）                 |
|         |                                        |
| - u u - | コリアンボス（長短短長格）             |
| u - - u | antispastus, antispastos（短長長短格） |
|         |                                        |
| u - - - | エピトリトス1（短長長長格）            |
| - u - - | エピトリトス2（長短長長格）            |
| - - u - | エピトリトス3（長長短長格）            |
| - - - u | エピトリトス4（長長長短格）            |
|         |                                        |
| - - - - | dispondeios（長長長長格）              |

- サッポーやアルカイオスによる抒情詩の韻律は複雑に見えるが、コリアンボス(- u u -)またはクレティコス(- u -)を中心とした組み合わせに分解できる[2]。たとえば8音節からなるグリュコン風詩行(x x - u u - u -)はコリアンボスの前に2つのアンケプス、後ろにイアンボスを加えたもの、アスクレビアデス風詩行(x x - u u - - u u - u -)はグリュコン風詩行にさらにコリアンボスを重ねたものと分析できる。
- アリストテレスによると、パイアンはトラシュマコス以降、弁論家たちによって使われだし、弁論に向いていて、とくにパイアン1は文のはじめに、パイアン4は文の終わりに使うのがふさわしいと述べている[3]。

### 5音節
u = 短・ - = 長/古典詩
| u - - u - | dochmios（短長長短長格）           |
| - u u - u | doriscus, doriscos（長短短長短格） |